# اچ‌ام‌اس دیادم (۱۸۹۶)
اچ‌ام‌اس دیادم (۱۸۹۶) (به انگلیسی: HMS Diadem (1896)) یک ناو زرهی بود. این کشتی در سال ۱۸۹۶ ساخته شد.